# Seranthony Domínguez
Seranthony Ambioris Domínguez (Esperanza, República Dominicana, 25 de noviembre de 1994), más conocido como Seranthony Domínguez, es un jugador profesional dominicano de béisbol que se desempeña en la posición de lanzador para los Toronto Blue Jays, equipo de las Grandes Ligas de Béisbol (MLB).

## Carrera
Domínguez hizo su debut en la MLB con el equipo Philadelphia Phillies, en el cual jugó seis temporadas (2018-2019, 2021-2024), después pasó a Baltimore Orioles, donde lleva jugando una temporada.